# Agelas schmidti
Agelas schmidti är en svampdjursart som beskrevs av Wilson 1902. Agelas schmidti ingår i släktet Agelas och familjen Agelasidae.
Artens utbredningsområde är Puerto Rico. Inga underarter finns listade i Catalogue of Life.